# Orbital atômico

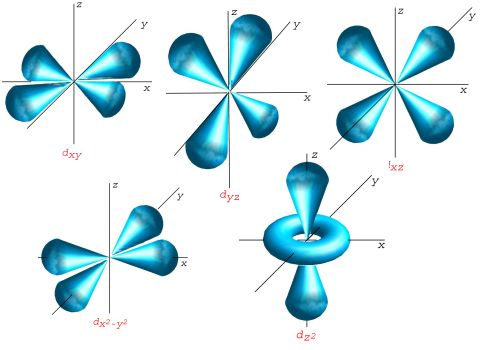
Orbitais atómicas

Orbital atômico (português brasileiro) ou orbital atómica (português europeu) de um átomo é a denominação dos estados estacionários da função de onda de um elétron (funções próprias do  hamiltoniano (H) na equação de Schrödinger {\displaystyle H\psi =E\psi }, em que {\displaystyle \psi } é a função de onda). Entretanto, os orbitais não representam a posição exata do elétron no espaço, que não pode ser determinada devido à sua natureza ondulatória; apenas delimitam uma região do espaço na qual a probabilidade de encontrar o elétron é mais alta.

## Números quânticos
- O valor do número quântico {\displaystyle n} (número quântico principal ou primário, que apresenta os valores {\displaystyle 1,~2,~3,~4,~5,~6~ou~7} [também representado por {\displaystyle K,~L,~M,~N,~O,~P~e~Q}]) define o tamanho do orbital. Quanto maior o número, maior o volume do orbital. Também é o número quântico que tem a maior influência na energia do orbital.
- O valor do número quântico {\displaystyle l} (número quântico secundário ou azimutal, que apresenta os valores {\displaystyle 0,~1,~2,~...,~n-1}) indica a forma do orbital e o seu momento angular. O momento angular é determinado pela equação:

{\displaystyle |L|=\hbar \cdot {\sqrt {l(l+1)}}}
A notação científica (procedente da espectroscopia) é a seguinte:
- {\displaystyle l=0}, orbitais {\displaystyle s}
- {\displaystyle l=1}, orbitais {\displaystyle p}
- {\displaystyle l=2}, orbitais {\displaystyle d}
- {\displaystyle l=3}, orbitais {\displaystyle f}

Para os demais orbitais segue-se a ordem alfabética.
- O valor do {\displaystyle ml} (número quântico terciário ou magnético, que pode assumir os valores {\displaystyle -l~...~0~...~+l}) define a orientação espacial do orbital diante de um campo magnético externo. Para a projeção do momento angular diante de um campo externo, verifica-se através da equação:

{\displaystyle L_{z}=\hbar \cdot m}
- O valor de {\displaystyle ms} (número quântico magnético de spin ou spin) pode ser  {\displaystyle +1/2~ou~-1/2}. O valor de {\displaystyle s} que equivale a uma valor fixo {\displaystyle 1/2}.

Pode-se decompor a função de onda empregando-se o sistema de coordenadas esféricas da seguinte forma:
{\displaystyle \psi _{n,~l,~ml}=R_{n,~l}(r)~\Theta _{l,~m_{l}}~(\theta )~\Phi _{m_{l}}(\varphi )}
Onde
- {\displaystyle R_{n,~l}~(~r)} representa a distância do elétron até o núcleo, e
- {\displaystyle \Theta _{l,~m_{l}}~(\theta )~\Phi _{m_{l}}(\varphi )} a geometria do orbital.

Para a representação do orbital emprega-se a função quadrada, {\displaystyle \left|\Theta _{l,~m_{l}}~(\theta )\right|^{2}} {\displaystyle \left|~\Phi _{m_{l}}(\varphi )\right|^{2}} , já que esta é proporcional à densidade de carga e, portanto, a densidade de probabilidade, isto é, o volume que encerra a maior parte da probabilidade de encontrar o elétron ou, se preferir, o volume ou a região do  espaço na qual o elétron passa a maior parte do tempo.

## Orbital s
O orbital {\displaystyle s} tem  simetria esférica ao redor do núcleo. Na figura seguinte, são mostradas duas alternativas de representar a nuvem eletrônica de um orbital {\displaystyle s}:
- Na primeira, a probabilidade de encontrar o elétron (representada pela densidade de pontos) diminui à medida que nos afastamos do núcleo.
- Na segunda, se apresenta o volume esférico no qual o elétron passa a maior parte do tempo.

Pela simplicidade, a segunda forma é mais utilizada.
Para valores de número quântico principal maiores que um, a função densidade eletrônica apresenta {\displaystyle n-1} nós, nos quais a probabilidade tende a zero. Nestes casos, a probabilidade de encontrar o elétron se concentra a certa distância do núcleo.

## Orbital p
A forma geométrica dos orbitais {\displaystyle p} é a de duas esferas achatadas até o ponto de contato (o núcleo atómico) e orientadas segundo os eixos de coordenadas. Em função dos valores que pode assumir o terceiro número quântico {\displaystyle m(-1,~0~e~+1)}, obtém-se três orbitais {\displaystyle p} simétricos, orientados segundo os eixos {\displaystyle x,~z~e~y}. De maneira análoga ao caso anterior, os orbitais {\displaystyle p} apresentam {\displaystyle n-2} nós radiais na densidade eletrónica, de modo que, à medida que aumenta o valor do número quântico principal, a probabilidade de encontrar o elétron afasta-se do núcleo atômico.

## Orbital d
Os orbitais {\displaystyle d} tem uma forma mais diversificada: quatro deles têm forma de 4 lóbulos de sinais alternados (dois planos nodais, em diferentes orientações espaciais), e o último é um duplo lóbulo rodeado por um anel (um duplo cone nodal). Seguindo a mesma tendência, apresentam {\displaystyle n-3} nós radiais.